# Жупанија Олт
Жупанија Олт (рум. Judeţul Olt) је жупанија у Румунији, у њеном јужном делу. Управно средиште жупаније је град Слатина, а битни су и градови Каракал, Корабија, Скорничешти и Драганешти-Олт.

## Положај
Жупанија Олт је погранична жупанија према Бугарској ка југу. Са других стана окружују је следеће жупаније:
- ка северу: Валча
- ка североистоку: Арђеш
- ка истоку: Телеорман
- ка западу: Долж

## Природни услови
Жупанија Олт је у Влашкој, а већим, западним делом припада њеној ужој покрајини Олтенија, док мањим, источним другој покрајини Мунтенији. Олт обухвата доњи ток реке Олт у Влашкој низији и предео око њеног ушћа у Дунав, који чини његову јужну границу.

## Становништво
| 1948.   | 1956.   | 1966.   | 1977.   | 1992.   | 2002.   | 2011.   | 2021.   |
| ------- | ------- | ------- | ------- | ------- | ------- | ------- | ------- |
| 442.442 | 458.982 | 476.513 | 518.804 | 523.291 | 489.274 | 436.400 | 383.280 |

Према попису из 2021. године, жупанија Олт је имала 383.280 становника што је за 53.120 мање (-12,17%) у односу на 2011. када је на попису било 436.400 становника. Према броју становника налази се на 22. месту од 41 румунске жупаније (на 23. месту рачунајући и Букурешт).
Олт спада у жупаније Румуније са већински румунским становништвом где чине 88,36%, а од етничких мањина издвајају се Роми са 2,56%.
| Етнички састав према попису из 2021.‍ | Етнички састав према попису из 2021.‍ | Етнички састав према попису из 2021.‍ | Етнички састав према попису из 2021.‍ | Етнички састав према попису из 2021.‍ |
| ------------------------------------ | ------------------------------------ | ------------------------------------ | ------------------------------------ | ------------------------------------ |
|                                      |                                      |                                      |                                      |                                      |
| Румуни                               | Румуни                               |                                      | 338.684                              | 88,36%                               |
| Роми                                 | Роми                                 |                                      | 9.812                                | 2,56%                                |
| Италијани                            | Италијани                            |                                      | 47                                   | 0,01%                                |
| Мађари                               | Мађари                               |                                      | 39                                   | 0,01%                                |
| Турци                                | Турци                                |                                      | 35                                   | 0,01%                                |
| Остали                               | Остали                               |                                      | 126                                  | 0,03%                                |
| Непознато                            | Непознато                            |                                      | 34.537                               | 9,01%                                |